# Klan Aileen
Klan Aileen（クランアイリーン）は、日本の2ピースロックバンド。2007年結成。オリジナルメンバーは澁谷亮（旧姓、松山）と竹山隆大。楽器構成はギターとドラム。

## メンバー
澁谷亮 (しぶやりょう、1988年4月12日 - ) 旧姓、松山。ギター、ボーカル、作詞作曲担当。
竹山隆大 (たけやまたかひろ、1989年1月4日 - )ドラムス、シンセサイザー、コーラス担当。

## 来歴
- 2007年鹿児島で、高校の同級生だった澁谷と竹山がバンドを結成。竹山の当時の担当楽器はドラムではなくベース。同年の夏にメンバー募集の張り紙を見たマツキゾノユウスケがドラマーとして加入しライブ活動を始める。
- ライブハウスのノルマシステムやブッキングに辟易とした澁谷がライブをやりたがらなくなり音源制作に没頭する。「Too Late Appearance」「Changing Diaper Is Not For Tomorrow's Lunch」という自主制作盤を製作。
- 2010年、上京し3枚目の自主制作盤「Astroride」を制作。2年後にリリースされるデビューアルバム『Astroride』と収録曲はほとんど同じだが、自主制作盤の方にはElliott Smithのカバー曲「Waltz#1」が収録されている。
- 2012年、andymoriのファンだった澁谷がデモテープを送ったことからYouth Records庄司信也の目に留まりFactory1994傘下のFemininity Recordsから1stアルバム『Astroride』をリリースする。アルバムリリース直前に澁谷の意向で当時ベースだった竹山をドラマーに転向させたり、ライブ嫌いが原因でリリース後の2年間ほぼライブ活動を行っていない。
- 2013年にベースの伊藤大貴が脱退。
- 2014年、ギターとドラムの2人編成でライヴ活動を開始し、徐々にライブバンドとしての評価を高めていく。
- 2015年、MAGNIPHからライブアルバム『Dazzlingly Rooms』をカセットテープでリリース。同年、シングル『Nightseeing / Revolver』を7インチレコードでリリースし2日で完売する。
- 2016年、セカンドアルバム『Klan Aileen』をMAGNIPH/Hostessからリリース。英詞から全編日本語詞へとシフトチェンジする。その心境の変化について自身のラジオで「3年悩んだ」と語っている。初のワンマンツアーに加え、Cloud Nothingsの来日公演のオープニングアクトを務める。
- 2018年サードアルバム『Milk』をMAGNIPH/Hostessからリリース。このアルバムは音楽メディアThe Sign Magazineの年間ベストアルバムで国内作品としては1位に選出された。音楽雑誌SNOOZERの元編集長である田中宗一郎はTwitter上で「間違いなく2018年のベスト・ロック・アルバム」「今年最初のロックの傑作は日本発」と賛辞を送った。 Thurston Moore Band、Jon Spencer Blues Explosion、Shameなどの日本ツアーのオープニングアクトを務める。松たか子、岡田准一主演のホラー映画『来る』(監督、中島哲也)のサントラに起用され、6曲を書き下ろし提供する。
- 2019年、Twitter上でレーベルMAGNIPH/Hostessとの契約終了とSpotifyなどの定額制音楽配信サービスから作品を取り下げることを表明し大きな注目を集める。同年、アルバム『Klan Aileen』と『Milk』をLPレコード化するためのクラウドファンディングを開設し、目標金額である80万円を大きく上回る360万円以上を集めプロジェクトを達成する。
- 2020年自主レーベルJolt! Recordingsを設立。ライブアルバム『たぬき』『うぐいす』を50本限定のカセットテープでリリースし即完売する。

## 人物・エピソード
- 結成以来ほぼ全ての楽曲の録音とミックスを澁谷が行っており、アートワーク含めバンドに関わる部分の全てを自分でやらないと気が済まないコントロールフリークだと語っている。
- 最初にドラマーを募集する際の張り紙には「セックスピストルズをやるならボーカルとベースだけで良いのですが僕達はロックバンドなのでドラマーが必要です」と書いた。
- 2009年の自主制作盤「Changing Diaper Is Not For Tomorrow's Lunch」というタイトルは訳すと「オムツ交換は明日の弁当のためじゃない」で、これは二人の共通の知り合いである看護師が仕事に疲れているのを見て励ます意味で付けた。
- 竹山はドラマーに転向する際、澁谷に「フォームがおかしい」という理由でマイクケーブルで体をぐるぐる巻きにされた状態で叩いていた。
- 澁谷は2020年にTwitter上で結婚と改姓を発表し、改姓の理由は「澁谷の方がかっこ良かったから」と述べている。
- 会員制のラジオをやっている。